# Matt Carmichael
Matt Carmichael (* 1999 in Conon Bridge bei Inverness) ist ein britischer Jazzmusiker (Tenorsaxophon, Komposition).

## Leben und Wirken
Carmichael erhielt im Alter von elf Jahren in der Schule zunächst für sechs Monate Klavierunterricht, bevor er sich für das Saxophon entschied; als Jugendlicher wurde er von dem Saxophonisten Allon Beauvoisin in den Jazz eingeführt. Frühe Auftrittsmöglichkeiten erhielt er durch das East Dunbartonshire School’s Jazz Orchestra, dem er sich mit 13 Jahren anschloss; er wurde dann Mitglied im National Youth Orchestra of Scotland’s Jazz Orchestra und im Tommy Smith Youth Jazz Orchestra. Zwischen 2017 und 2021 studierte er bei Smith im Jazzstudiengang am Royal Conservatoire of Scotland in Glasgow und für ein Semester in Oslo. 
Carmichael arbeitete bereits mit Luca Manning, corto.alto, Alan Benzie, JM Jazz World Orchestra, den Fiddlern Seonaid Aitken und Charlie Stewart und den Gruppen Fat-Suit und Mezcla. Im Frühjahr 2021 veröffentlichte Carmichael bei Porthole Music sein Debütalbum Where Will the River Flow, auf dem er im Quartett mit Fergus McCreadie (Klavier), Ali Watson (Bass) und Tom Potter (Schlagzeug) zu hören ist, mit denen er seit 2016 in ganz Großbritannien, etwa im Ronnie Scott’s Jazz Club, beim Latitude Festival und dem Edinburgh Jazz & Blues Festival aufgetreten war. BR-Klassik stellte das Album als „Jazz-CD des Monats“ vor: „Was sofort auffällt, ist die gelassene Schönheit, mit der seine Stücke daherkommen. Oder auch: die schöne Gelassenheit. Carmichael lässt Melodien wirken. Einfache, aber äußerst charmante Themen.“ Auffällig sei sein „warmtönender Klang und ein Sinn für Stimmungen. Die bauen sich ganz in Ruhe auf, lassen sich genüsslich auskosten und finden danach einen meist völlig organischen, wie selbstverständlichen Schluss.“ Der Zeitung The Scotsman zufolge hat er „einen aufregenden, eigenen schottischen Stil entwickelt“.
Auf seinem zweiten Album Marram, das 2022 bei Edition Records erschien, ergänzte Carmichael sein Quartett um den Fiddlespieler Charlie Stewart. Mit diesem Quintett präsentierte er sich bei der Jazzahead 2024.

## Preise und Auszeichnungen
2019 gewann Carmichael einen Peter Whittingham Development Award. 2020 nahm er am Finale des BBC Young Jazz Musician bei BBC Four und bei Celtic Connections in Glasgow teil. Zum Abschluss seines Studiums gewann er als erster Student des Jazzkurses des Royal Conservatoire of Scotland alle drei Preise, die vergeben werden: Für seine Improvisation erhielt er 2021 den Fog Arts Preis; weiter gewann er den George Duncan Prize for Jazz Composition mit dem Titelsong seines Albums und den Joe Temperley Prize for Jazz Arranging mit seiner Orchestrierung des Jazz-Klassikers Stompin’ at the Savoy.